# Список законодательных собраний территорий США
Соединенные Штаты имеют пять территорий и один федеральный округ с местными законодательными органами.
| Территория                      | Название легислатуры      | Нижняя палата         | Нижняя палата         | Верхяя палата              | Верхяя палата         |
| Территория                      | Название легислатуры      | название              | Срок работы (в годах) | название                   | Срок работы (в годах) |
| ------------------------------- | ------------------------- | --------------------- | --------------------- | -------------------------- | --------------------- |
| Американское Самоа              | Фоно                      | Палата представителей | 2                     | Сенат                      | 4                     |
| округ Колумбия                  | Совет                     | -                     | -                     | Совет (однопалатный)       | 4                     |
| Гуам                            | Легислатура               | -                     | -                     | Легислатура (однопалатная) | 2                     |
| Северные Марианские острова     | Законодательное собрание  | Палата представителей | 2                     | Сенат                      | 4                     |
| Пуэрто-Рико                     | Законодательная Ассамблея | Палата представителей | 4                     | Senate                     | 4                     |
| Американские Виргинские острова | Легислатура               | -                     | -                     | Легислатура (однопалатная) | 2                     |